# Wiera Sidorowa
Wiera Wasiljewna Sidorowa (ros. Вера Васильевна Сидорова, ur. 15 sierpnia 1934 we wsi Wierchniaja Tiszanka w obwodzie woroneskim, zm. 9 kwietnia 2025) – radziecka polityk, przewodnicząca Prezydium Rady Najwyższej Kazachskiej SRR w latach 1988–1989.
W 1958 ukończyła studia w Instytucie Gospodarki Rolnej w Kazaniu, po czym była agronomem i ekonomistką, 1959–1961 instruktor i I sekretarz karasuskiego rejonowego komitetu partyjnego, 1961–1964 II i I sekretarz obwodowego komitetu Komsomołu w Kustanaju, 1964–1965 instruktorka obwodowego komitetu Komunistycznej Partii Kazachstanu, 1965–1985 I sekretarz taranowskiego rejonowego komitetu KPK, 1985–1987 II sekretarz Uralskiego Obwodowego Komitetu KPZR. Od 1987 zastępca przewodniczącego, a od grudnia 1988 do 10 marca 1989 przewodnicząca Prezydium Rady Najwyższej Kazachskiej SRR. Odznaczona Orderem Lenina, trzema Orderami Czerwonego Sztandaru Pracy i medalami.